# Meriones crassus
Meriones crassus és una espècie de mamífer rosegador de la família dels múrids. Viu a l'Afganistan, Algèria, l'Aràbia Saudita, Bahrain, Egipte, els Emirats Àrabs Units, l'Iran, l'Iraq, Israel, Jordània, Kuwait, Líbia, Mali, el Marroc, el Níger, Oman, el Pakistan, el Sàhara Occidental, Síria, el Sudan, Tunísia i Turquia. Es tracta d'un animal nocturn. El seu hàbitat natural són els deserts. És una espècie en risc mínim, és a dir, no sembla que hi hagi cap amenaça significativa per a la seva supervivència. El seu nom específic, crassus, significa ‘gras’ en llatí.